# 海と私のねじれたキャンドル
| 専門評論家によるレビュー | 専門評論家によるレビュー |
| レビュー・スコア         | レビュー・スコア         |
| 出典                     | 評価                     |
| ------------------------ | ------------------------ |
| オールミュージック       | [ 1 ]                    |

『海と私のねじれたキャンドル』（原題：North Star Grassman and the Ravens）は、イギリスのフォーク・ロック・シンガーソングライター、サンディ・デニーの1971年のアルバム。ほとんどが彼女の自作曲を中心に構成されたこのアルバムは、そのとらえどころのない歌詞と予想外のハーモニーが特徴となっている。 

## 年表
デニーは、在籍していたグループのフォザリンゲイが解散したのを機にソロ・アーティストとして活動することになった。グループのセカンド・アルバムのレコーディングの途中で、音楽プロデューサーのジョー・ボイドがカリフォルニアのワーナー・ブラザースとの仕事に就くために去ったのでアルバムは未完成のままだった（最終的に2008年に『2』としてリリースされた）。その後、デニーは一連のソロ・アルバムを発表し、彼女はイギリスの当時最も優れたシンガーソングライターの一人であったという主張を裏付けている。

## 制作
フォザリンゲイのアルバム『2』のためのセッションからのオリジナル曲、「レイト・ノーヴェンバー (Late November)」は、夢とフェアポート・コンヴェンションのメンバーだったマーティン・ランブルの死に触発されたもので、「ジョン・ザ・ガン (John the Gun)」はアルバムのために作り直され、さらに6曲の自作曲とブレンダ・リーが録音したボブ・ディランの「ダウン・イン・ザ・フラッド (Down in the Flood)」と「レッツ・ジャンプ・ザ・ブルームスティック (Let's Jump the Broomstick)」の2曲のカバー・ヴァージョンが収録されている。アンディ・ジョンズのプロデュースでセッションが始まったが、最終的にはデニー自身と現在のバンドメイトであるリチャード・トンプソンおよびジョン・ウッドがプロデュースを担当し、彼はデニーに映画音楽のアレンジャーであるハリー・ロビンソンを推薦し、ロビンソンは元ボーイフレンドのジャクソン・C.フランク （歌の彼女の多くの肖像画の1つ）と「惨めなウィルバー」に関する暗号文である「ネクスト・タイム・アラウンド」にストリングスを追加した。ロビンソンは、デニーの他のアルバムだけでなく、ニック・ドレイクや同じ会社に契約している他のアーティストのためのストリングスをアレンジした。
最初に録音された曲は、伝統的な「ブラックウォーターサイド (Blackwaterside)」と「レッツ・ジャンプ・ザ・ブルームスティック」であり、1971年3月にサウンド・テクニックズ（Sound Techniques）でレコーディングされた。翌月から5月末までアイランド・スタジオでのセッションが続き、彼女の友人の商船員「ティガー」（ポール・バンバー）の喪失に触発された死の比喩としての海の航海 を歌ったタイトル曲のカットでアルバムは完成した。
「ホンキー・トンク・ウーマン」、「ウォーキング・ザ・フロアー・フォー・ユー」、そして伝統的な「ロード・ベイトマン」など、他の多くの曲がセッション中に試され、破棄された。
このアルバムはゲートフォールドのスリーブに、昔ながらの薬屋で種を量っているデニーの写真が入っている。この写真はスリーブの前面と背面の両方を覆っており、キーフ（マクミラン）が撮影したもので、別のイギリス人女性シンガーソングライター、ケイト・ブッシュと多くの仕事を続けた。 2011年にはアイランド・レコードから2枚組のデラックス・エディションがリリースされた。オリジナル・アルバムに加え、アウトテイクやデモが収録されており、その中には未発表だった「ロード・ベイトマン」のインストゥルメンタル・ヴァージョンも含まれている。
サポート・ツアーのバンドはデニー、トンプソン（ギター）、ジェリー・コンウェイ（ドラムス）、デイヴ・リチャーズ（ベース）で構成されていた。

## 収録曲
特記あるものを除き、全曲サンディ・デニーによる作詞作曲
| #  | タイトル                                                             | 作詞 | 作曲・編曲 | 時間 |
| -- | -------------------------------------------------------------------- | ---- | ---------- | ---- |
| 1. | 「レイト・ノーヴェンバー - "Late November"」                         |      |            | 4:28 |
| 2. | 「ブラックウォーターサイド - "Blackwaterside"」(トラディショナル)    |      |            | 4:12 |
| 3. | 「ザ・シー・キャプテン - "The Sea Captain"」                         |      |            | 3:09 |
| 4. | 「ダウン・イン・ザ・フラッド - "Down in the Flood"」(ボブ・ディラン) |      |            | 3:20 |
| 5. | 「ジョン・ザ・ガン - "John the Gun"」                                |      |            | 4:38 |

| #         | タイトル                                                                                              | 作詞  | 作曲・編曲 | 時間 |
| --------- | --- | ----- | ---------- | ---- |
| 6.        | 「ネクスト・タイム・アラウンド - "Next Time Around"」                                                 |       |            | 4:26 |
| 7.        | 「ジ・オプティミスト - "The Optimist"」                                                               |       |            | 3:24 |
| 8.        | 「レッツ・ジャンプ・ザ・ブルームスティック - "Let's Jump the Broomstick"」(チャールズ・ロビンズ)      |       |            | 2:42 |
| 9.        | 「レッチト・ウィルバー - "Wretched Wilbur"」                                                          |       |            | 2:38 |
| 10.       | 「ザ・ノース・スター・グラスマン・アンド・ザ・レイヴンズ - "The North Star Grassman and the Ravens"」 |       |            | 3:27 |
| 11.       | 「クレイジー・レイディ・ブルース - "Crazy Lady Blues"」                                               |       |            | 3:22 |
| 合計時間: | 合計時間:                                                                                             | 39:49 |            |      |

### 2011年デラックス版再リリース
| #   | タイトル                                                                                | 作詞 | 作曲・編曲 | 時間 |
| --- | --------------------------------------------------------------------------------------- | ---- | ---------- | ---- |
| 1.  | 「"Late November"」                                                                     |      |            | 4:28 |
| 2.  | 「"Blackwaterside"」                                                                    |      |            | 4:12 |
| 3.  | 「"The Sea Captain"」                                                                   |      |            | 3:09 |
| 4.  | 「"Down in the Flood"」                                                                 |      |            | 3:20 |
| 5.  | 「"John the Gun"」                                                                      |      |            | 4:38 |
| 6.  | 「"Next Time Around"」                                                                  |      |            | 4:26 |
| 7.  | 「"The Optimist"」                                                                      |      |            | 3:24 |
| 8.  | 「"Let's Jump the Broomstick"」                                                         |      |            | 2:42 |
| 9.  | 「"Wretched Wilbur"」                                                                   |      |            | 2:38 |
| 10. | 「"The North Star Grassman and the Ravens"」                                            |      |            | 3:27 |
| 11. | 「"Crazy Lady Blues"」                                                                  |      |            | 3:22 |
| 12. | 「"Next Time Around"」(demo)                                                            |      |            |      |
| 13. | 「"Walking the Floor Over You"」(リチャード・トンプソンとのデュエット、作：Ernest Tubb) |      |            |      |
| 14. | 「"Lord Bateman"」(未発表のインストルメンタル)                                          |      |            |      |
| 15. | 「"If You Saw Thru My Eyes"」(イアン・マシューズとのデュエット)                         |      |            |      |

| #   | タイトル                                                                              | 作詞 | 作曲・編曲 |
| --- | ------------------------------------------------------------------------------------- | ---- | ---------- |
| 16. | 「"The Sea Captain"」(rare demo)                                                      |      |            |
| 17. | 「"The Optimist"」(rare demo)                                                         |      |            |
| 18. | 「"Wretched Wilbur"」(rare demo)                                                      |      |            |
| 19. | 「"Crazy Lady Blues"」(rare demo)                                                     |      |            |
| 20. | 「"Lord Bateman"」(rare demo)                                                         |      |            |
| 21. | 「"Late November"」(BBC session — Bob Harris, 24/8/71)                                |      |            |
| 22. | 「"The Lowlands of Holland"」(BBC session — Bob Harris, 24/8/71)                      |      |            |
| 23. | 「"Blackwaterside"」(BBC session — Sounds on Sunday, 14/11/72)                        |      |            |
| 24. | 「"The North Star Grassman and the Ravens"」(BBC in concert — Paris Theatre, 16/3/72) |      |            |
| 25. | 「"Bruton Town"」(BBC in concert — Paris Theatre, 16/3/72)                            |      |            |
| 26. | 「"Next Time Around"」(BBC in concert — Paris Theatre, 16/3/72)                       |      |            |
| 27. | 「"John the Gun"」(BBC in concert — Paris Theatre, 16/3/72)                           |      |            |

## パーソネル
- サンディ・デニー - リードボーカル、アコースティックギター（2/3/11）、ピアノ（1）
- ジェリー・ドナヒュー - エレキギター（1）
- リチャード・トンプソン -  エレクトリックギター（1-5 / 7-9）、アコーディオン（2）、ボーカル（4）、アコースティックギター（6-7 / 9-10）、ベース（7/11）
- トレヴァー・ルーカス - アコースティックギター（1/5/8）
- バディ・エモンズ - ペダル・スチール・ギター（11）
- パット・ドナルドソン - ベース（1-3 / 8-10）
- トニー・リーヴス - ベース（4/6）
- ジェリー・コンウェイ - ドラムス（1-4 / 6-7 / 9-11）
- ロジャー・パウエル - ドラムス（8）
- イアン・ホワイトマン - ピアノ（4-8 / 10-11）、フルートオルガン（10）
- バリー・ドランスフィールド - ヴァイオリン（5）
- ロイストン・ウッド 、ロビン・ドランスフィールド - バッキング・ボーカル（5）
- ハリー・ロビンソン - ストリング・アレンジメント（6/9）